# Kohautia aspera
Kohautia aspera är en måreväxtart som först beskrevs av Benjamin Heyne och Albrecht Wilhelm Roth, och fick sitt nu gällande namn av Cornelis Eliza Bertus Bremekamp. Kohautia aspera ingår i släktet Kohautia och familjen måreväxter. Inga underarter finns listade i Catalogue of Life.